# Resolución 1566 del Consejo de Seguridad de las Naciones Unidas
La resolución 1566 del Consejo de Seguridad de las Naciones Unidas, adoptada por unanimidad el 8 de octubre de 2004, tras reafirmar las resoluciones 1267 (1999), 1373 (2001) y 1540 (2004), el Consejo condenó el terrorismo como una grave amenaza a la paz y reforzó la legislación antiterrorista.

## Resolución
Condenando el terrorismo como una de las amenazas más graves a la paz y la seguridad, el Consejo instó a los países a procesar o extraditar a cualquiera que apoye actos terroristas o participe en la planificación de tales planes. En virtud del Capítulo VII de la Carta de las Naciones Unidas, creó un grupo de trabajo para examinar recomendaciones sobre las medidas que deben imponerse contra «individuos, grupos o entidades involucrados o asociados con actividades terroristas» que no hayan sido ya identificados por su comité de sanciones contra Al Qaeda y los talibanes. Existió preocupación por el creciente número de víctimas de ataques terroristas, incluidos niños.
Algunos de los enfoques que se estudiarían incluían "procedimientos más eficaces que se consideren apropiados para llevarlos ante la justicia mediante el procesamiento o la extradición", la congelación de activos financieros, las restricciones de viaje y los embargos de armas.
El texto instaba a los países a prevenir y sancionar «los actos delictivos, incluso contra civiles, cometidos con la intención de causar la muerte o lesiones corporales graves, o la toma de rehenes, con el fin de provocar un estado de terror en la población en general, en un grupo de personas o en personas particulares, intimidar a una población u obligar a un gobierno o a una organización internacional a realizar o abstenerse de realizar cualquier acto». Dichos actos no eran «en ninguna circunstancia justificables por consideraciones de índole política, filosófica, ideológica, racial, étnica, religiosa o de otra índole similar», según el Consejo.
La resolución también pidió al grupo de trabajo que considerara la posibilidad de establecer un fondo internacional de compensación para las víctimas de actos terroristas y sus familias, que podría financiarse mediante contribuciones voluntarias generadas en parte con activos incautados a organizaciones terroristas, sus miembros y patrocinadores. Además, se pidió al Secretario General Kofi Annan que pusiera en funcionamiento la Dirección Ejecutiva del Comité contra el Terrorismo lo antes posible.
El Embajador Andrey I. Denisov de Rusia –que patrocinó la resolución junto con la República Popular China, Francia, Alemania, Rumania, España, el Reino Unido y los Estados Unidos– destacó que era necesario mejorar los instrumentos jurídicos y otros instrumentos operativos para combatir el terrorismo y las organizaciones terroristas que son expertas en cambiar sus tácticas dependiendo de la situación. "Estamos convencidos de que la resolución fortalece aún más el papel esencial de coordinación de las Naciones Unidas en la campaña internacional contra la amenaza terrorista", afirmó.
El Embajador Emyr Jones Parry del Reino Unido, quien ejerció la presidencia rotatoria del Consejo en octubre de 2004, declaró que el órgano de 15 miembros "reafirmó su opinión de que el terrorismo, en todas sus formas y manifestaciones, constituye una de las amenazas más graves para la paz y la seguridad internacionales, y que todo acto de terrorismo es criminal e injustificable, independientemente de su motivación, cuando sea y por quien sea cometido". El Embajador Jones Parry también afirmó que el texto reafirmaba el papel central de la ONU en la lucha contra el terrorismo, así como la determinación del Consejo de "unirse para enfrentar el flagelo del terrorismo".
El embajador de Estados Unidos, John Danforth, dijo que las causas profundas de ninguna manera justifican el terrorismo. La resolución que hemos adoptado establece de forma muy simple que la masacre deliberada de inocentes jamás es justificable bajo ninguna causa, jamás. Añadió que «algunos afirman que hacer estallar bombas en medio de niños es un acto al servicio de Dios», pero que tal acto «es la blasfemia suprema».
La resolución se produjo días después de los ataques terroristas en Pakistán, Egipto y la decapitación del rehén británico Kenneth Bigley en Irak, todos ellos considerados obra de Al Qaeda. También fue la culminación de los esfuerzos diplomáticos antiterroristas de Rusia tras la masacre de la escuela de Beslán.